# Егермилен
Егермилен (њем. Eggermühlen) општина је у њемачкој савезној држави Доња Саксонија. Једно је од 34 општинска средишта округа Оснабрик. Према процјени из 2010. у општини је живјело 1.765 становника. Посједује регионалну шифру (AGS) 3459016.

## Географски и демографски подаци
Егермилен се налази у савезној држави Доња Саксонија у округу Оснабрик. Општина се налази на надморској висини од 53 метра. Површина општине износи 27,4 km². У самом мјесту је, према процјени из 2010. године, живјело 1.765 становника. Просјечна густина становништва износи 64 становника/km².